# Церковь Преображения Господня в Лигово
Церковь Преображе́ния Госпо́дня в Ли́гово — православный храм в Санкт-Петербурге. Относится к Санкт-Петербургской епархии Русской православной церкви, входит в состав Красносельского благочиннического округа. Настоятель — протоиерей Николай Денисенко.

## История

### Первая церковь

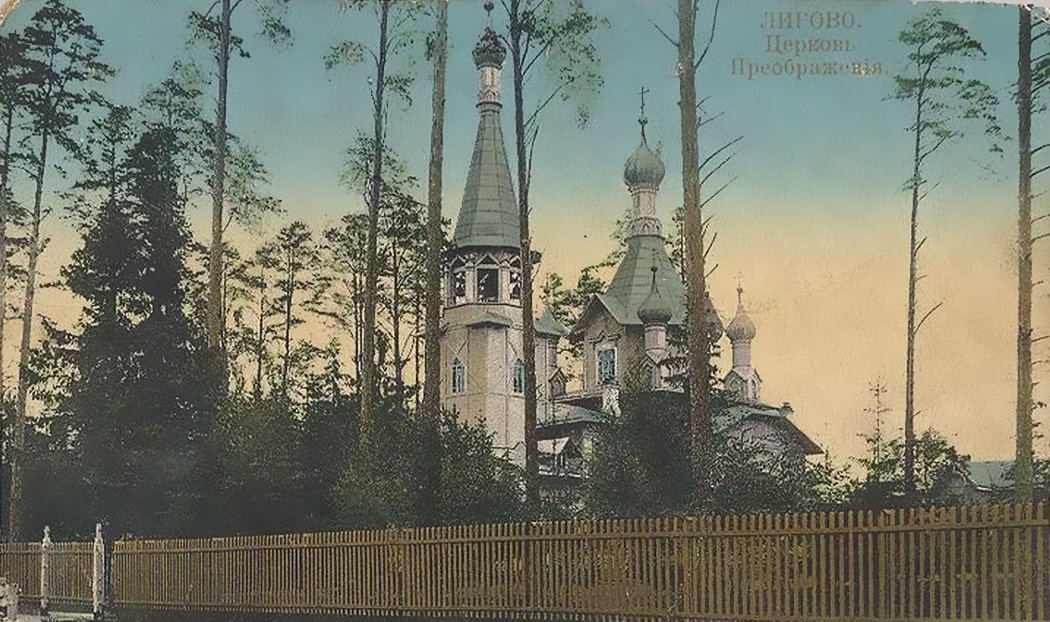
Церковь Преображения Господня в Лигово, 1916 год

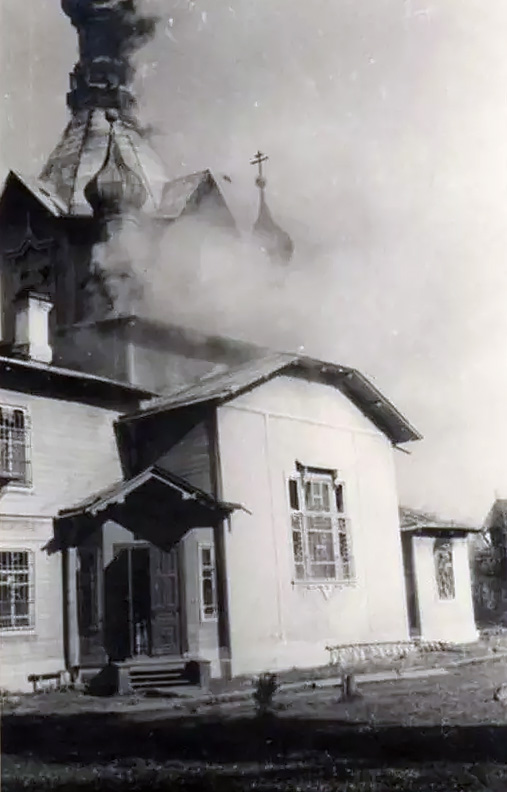
Пожар в церкви Преображения Господня в Лигово, 1941 год. Северный фасад.

Вопрос о возведении храма в Лигове встал после резкого увеличения жителей в летний период в связи со строительством дачного посёлка «Новые места». До того как в начале 1901 года владельцем местной дачи И. И. Дерновым был пожертвован участок для церкви, богослужения совершали в зале ожидания железнодорожной станции.
Для строительства храма 23 января 1903 года жители посёлка, а также прихожане церкви святителя Петра, митрополита Киевского, в Ульянке в главе с её настоятелем священником Николаем Павским основали попечительство, которое занялось сбором средств. Однако денег на возведение каменного здания было собрано недостаточно, тогда было решено построить деревянную церковь. Её проект разработал член попечительства гражданский инженер Антоний Носалевич.
На месте строительства церкви летом 1903 года была возведена временная часовня. К пожертвованной территории акционерное общество «Новые места» безвозмездно выделило ещё шесть участков. Закладка храма состоялась 23 апреля 1904 года, его строительством руководил сам Носалевич. Через три месяца, 1 августа 1904 года епископ Ямбургский Сергий (Страгородский) освятил церковь в честь Преображения Господня и в память событий 1861 года. Согласно проекту, храм был устроен «в стиле северных шатровых храмов», с трапезной и высокой одноярусной колокольней. Внутри церковь после 1912 года была расписана «фресковой живописью с позолотою». Убранство храма состояло в основном из того, что пожертвовали прихожане. Иконостас был резным.
Новопостроенная церковь была приписана к Петровскому храму в Ульянке, но в 1913 году при ней был устроен отдельный приход. Первым настоятелем стал священник Василий Лесков. В приходе находилась деревянная часовня на кладбище. При храме действовал дамский благотворительный кружок. Ежегодно 19 февраля, в день издания Манифеста об освобождении крестьян, в посёлке устраивали крестный ход. Последним настоятелем был священник Александр Петров.
Вероятно, храм был закрыт в марте 1941 года. В октябре 1941 года здание церкви сгорело.
После вхождения посёлка в городскую черту во время массового жилищного строительства по территории храма была проложена улица Партизана Германа. Теперь это проезжая часть севернее перекрёстка с проспектом Ветеранов. Церковное кладбище, располагавшееся за храмом, было ликвидировано при постройке кинотеатра «Рубеж» в 1973 году.

### Современный храм
19 августа 1995 года, по благословению митрополита Санкт-Петербургского и Ладожского Иоанна (Снычёва), незадолго до этого сформировавшейся приходской общиной на месте бывшего храма был установлен поклонный крест. В соседнем здании была устроена домовая часовня, где периодически совершались молебны. К 2000 году был выделен участок для строительства новой церкви. Он расположился по адресу улица Добровольцев, 32, в районе бывшего кладбища. Первоначально предполагалось восстановить храм в первоначальном виде. Однако впоследствии ООО «Архитектурная мастерская Г. П. Фомичева» изменила проект. Закладка каменного храма Преображения Господня состоялась 18 февраля 2004 года в день празднования иконы Божией Матери «Взыскание Погибших». Строительство планировалось окончить к 60-летию Победы в 2005 году, однако грунт на месте строительства оказался слабым и потребовалась переработка проекта и укрепление фундамента. В связи с этим 19 августа 2006 года состоялась закладка временной деревянной церкви иконы Божией Матери «Взыскание Погибших», которая была освящена 8 декабря 2007 года.
Строительство шло долго, так как велось на пожертвования прихожан, и срок строительство неоднократно продлевали. 
К весне 2020 года каменный храм был возведён до куполов, а разрешение на ввод в эксплуатацию выдано 22 апреля 2022 года.

## Архитектура и убранство храма
Храм устроен двухэтажным: нижняя церковь рассчитана на 350 человек, верхняя — на 1000. Церковь также имеет два боковых придела в честь Почаевской иконы Божией Матери и иконы Божией Матери «Млекопитательница». В здании предусмотрены помещения для библиотеки и воскресной школы.